# Макаров, Евгений Кириллович
Евге́ний Кири́ллович Мака́ров (1 [13] декабря 1842, Душети, Душетский уезд — 21 августа [2 сентября] 1884, Санкт-Петербург) — русский живописец и график, академик Императорской Академии художеств.

## Биография
Родился 1 (13) декабря 1842 года в Душете Тифлисской губернии, сын штаб-лекаря Кавказского линейного казачьего войска. 
Детство провел в Черниговской губернии. Общее среднее образование получил в Новгород-Северской гимназии (1853−1860). Затем учился в Императорской Академии художеств (1860–1871), в классе исторической живописи у Ф. А. Бруни. За период учебы получил две малые (1865, 1866) и большую (1866) серебряные медали. В 1869 году за программу «Иов и его друзья» был награждён малой золотой медалью, в 1871 за картину «Воскрешение дочери Иаира» — большой золотой медалью. В 1872 году «за отличные успехи в живописи» удостоен звания классного художника 1-й степени и права пенсионерской поездки за границу.
Жил в Санкт-Петербурге. Неоднократно совершал поездки в Черниговскую губернию. В конце 1860-х — начале 1870-х годов был участником дружеского кружка, в который входили В. М. Васнецов, А. И. Куинджи, И. Е. Репин. В 1870 году вместе с Репиным и Фёдором Васильевым путешествовал по Волге: плыли по от Твери до Саратова, а творческую квартиру устроили в окрестностях самарского Ставрополя, напротив Жигулей.
В 1872 году он сопровождал великого князя Николая Николаевича Старшего в его путешествии в Турцию, Египет и Палестину: он был приглашён для выполнения путевых зарисовок, которые впоследствии стали иллюстрациями в книге «Путешествия по Востоку и Святой Земле», написанной адъютантом великого князя Д. А. Скалоном.
В 1877 году находился на балканском театре русско-турецкой войны, состоял вместе с В. В. Верещагиным в свите Александра II. Работал по заказам императорской семьи. В 1883 году на средства Общества поощрения художников совершил поездку в Париж для ознакомления с новейшими методами росписи по фарфору и фаянсу; занимался под руководством Е. А. Егорова.
Преподавал в Рисовальной школе Общества поощрения художников (1881−1884), где руководил классом «керамической живописи».
С 1869 года — участник выставок. Экспонировал работы на выставках в залах ИАХ (1869−1874, с перерывами), Общества выставок художественных произведений (1880−1881), Общества поощрения художников (1883) в Петербурге, Всероссийской промышленно-художественной выставке (1882) в Москве.
Умер 21 августа (2 сентября)  1884 года в Петербурге. Был похоронен на Смоленском православном кладбище.

## Галерея
- Иов и его друзья (1869)
- Бурлак (1870)
- Пейзаж с лодкой на реке (1874)

- Житель Каира

- Каир - мусульманка и коптка